# Калифорнийский дорожный патруль
Калифорнийский дорожный патруль (КДП) (англ. California Highway Patrol) — правоохранительный орган в американском штате Калифорния. КДП имеет юрисдикцию патрулирования по всем автомагистралям в Калифорнии и может выступать в качестве полиции штата.
Помимо своих обязанностей по патрулированию на дорогах, КДП также предоставляет другие услуги, включая охрану государственных зданий и сооружений (в первую очередь Капитолия штата Калифорния), а также предоставление телохранителей для государственных чиновников. КДП также работает с муниципальными правоохранительными органами, предоставляя помощь в расследованиях, патрулировании и других аспектах правоохранительной деятельности.
Согласно данным ФБР, «Калифорнийский дорожный патруль» является крупнейшим агентством государственной полиции в Соединённых Штатах Америки, с более чем 10 700 сотрудников, из которых 7500 являются офицерами.

## Обязанности патруля
Калифорнийский дорожный патруль обладает юрисдикцией в отношении всех дорог штата Калифорния (в том числе на всех автомагистралях и скоростных автострадах), автомагистралей США, межштатных автомагистралей и всех дорог общего пользования в невключённых и включённых частях округов штата. Муниципальная полиция или местный отдел шерифа, имеющие связь с невключённым городомeng, в первую очередь ответственны за расследования и надзор за соблюдением ПДД в этом города любой дороге общего пользования в любой части штата.
Сотрудники патруля отвечают за расследование и устранение дорожно-транспортных происшествий (аварии, мусор, завалы и другие препятствия мешающие свободному движению транспорта). Как правило офицеры КДП первыми реагируют на происшествия, в свою очередь вызывая парамедиков, аварийные службы и тд. В ответственности КДП также находятся все происшествия связанные с школьными автобусами.
Калифорнийский дорожный патруль также имеет мультипрофильные группы расследования аварий (MAIT).
Особое внимание уделяется предупреждению аварийных ситуаций, так автостраде Ventura Freeway наверху крутого спуска с гор Санта-Моника, печально известного как уклон Conejo, находится станция проверки тормозов Калифорнийского дорожного патруля, остановка обязательна для всех 18-тиколёсных (и более) грузовых автомобилей.

## Организация

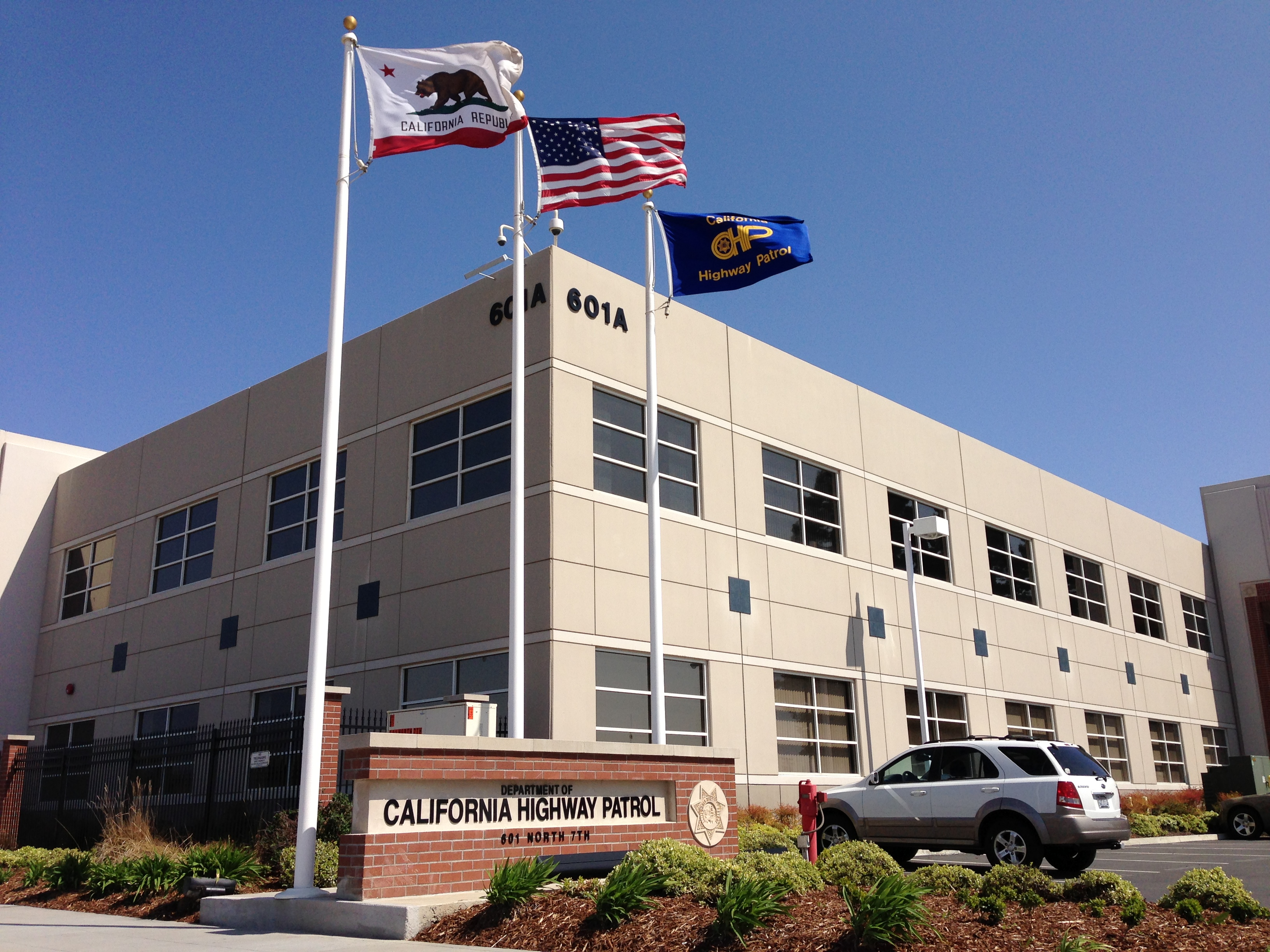
Штаб-квартира Калифорнийского дорожного патруля в Сакраменто, Калифорния

Калифорнийский дорожный патруль возглавляется комиссаром, которого назначает губернатор Калифорнии. Заместителя комиссара (the Deputy Commissioner) также назначает губернатор, а помощников комиссара (the Assistant Commissioners) назначает сам комиссар.

### Иерархия
- Комиссар КДП - Шон Дьюри (Sean A. Duryee)
  - Заместитель комиссара КДП - Трой Люккес (Troy D. Lukkes)
    - Отдел профессиональных стандартов и этики
    - Управление общественной информацией и связей с общественностью 
      -         - Управление воздушными операциями
        - Отдел охраны штата

    - Помощник комиссара КПД, Работа персонала - Анисето Ортиз (Aniceto Ortiz)
      - Управление безопасности и помощи сотрудникам
      - Отдел административных услуг
      - Отдел планирования и обеспечения
      - Отдел управления информацией
      - Специальный советник комиссара КДП

## Структура званий
| Звание                | Шеврон |
| --------------------- | ------ |
| Комиссар              | Или    |
| Заместитель комиссара |        |
| Помощник комиссара    |        |
| Шеф                   |        |
| Помощник шефа         |        |
| Капитан               |        |
| Лейтенант             |        |
| Сержант               |        |
| Офицер                |        |
| Кадет                 |        |

## Значок КДП

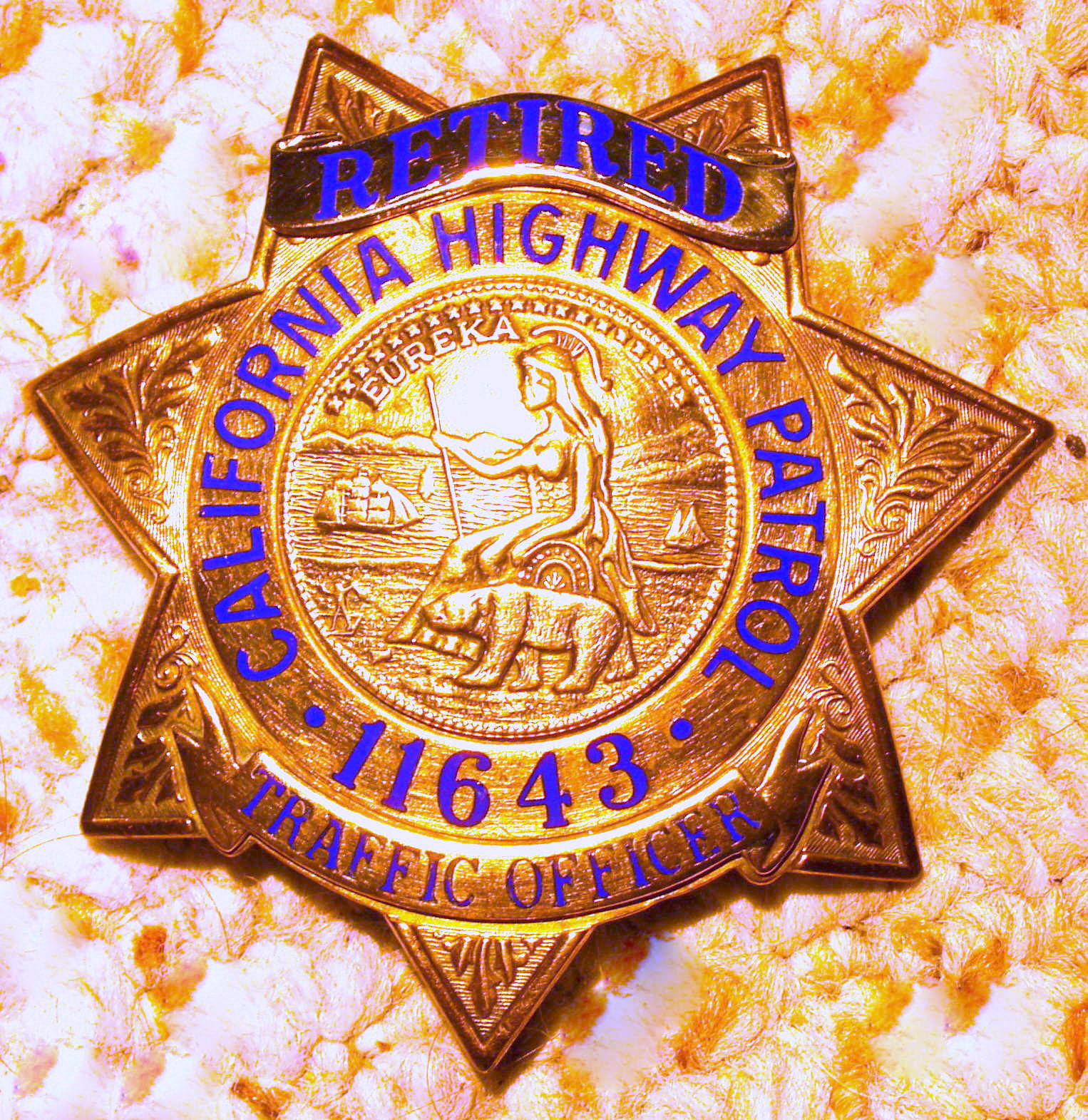
Значок КДП

Значком калифорнийского дорожного патруля является золотая семиконечная звезда с печатью штата Калифорния в центре и лентой со званием владельца значка снизу. Окончания звезды содержат в себе листья дуба, а сам значок сделан из позолоченной латуни. Нашивка со звездой носится на тактической и ежедневной форме, а также по желанию на куртке.
- Характер: Качество нравственной крепости, сила и стабильность (11:00)
- Честность: Моральная защита от разлагающего влияния (1:00)
- Знания: Знание фактов и законов в сочетании с осознанием и пониманием, которые поддерживают сотрудника в ежедневной службе (9:00)
- Решительность: Способность применять знания в интересах всех заинтересованных сторон  (3:00)
- Честь: Наивысшее уважение к принципам, на которых был построен Калифорнийский дорожный патруль (7:00)
- Лояльность: Верность указаниям Дорожного патруля и других офицеров (5:00)
- Вежливость: Уважение закона и порядка и личности (6:00)